# Radio (The Corrs)
Radio è un brano musicale del gruppo irlandese The Corrs, pubblicato nel 1999 come singolo estratto dall'album The Corrs Unplugged.
Il pezzo è stato scritto da Sharon Corr ed è presente in versione studio anche nell'album In Blue (2000).

## Tracce
1. Radio (Radio Edit) - 4:15
2. Dreams (Unplugged) - 3:43
3. Radio - 5:00